# Jerzy Stańda
Jerzy Stańda (ur. 14 grudnia 1924 r. w Krakowie, zm. 26 listopada 2011 r.) – polski energetyk i wykładowca akademicki.

## Życiorys
Urodził się 14 grudnia 1924 r. w Krakowie i tam uczęszczał do Gimnazjum im. Jana Kochanowskiego, ale podczas niemieckiej okupacji kontynuował naukę w ramach tajnego nauczania i w 1944 r. uzyskał maturę. Przez okres okupacji był również żołnierzem Armii Krajowej.
W 1945 przeniósł się do Wrocławia i podjął studia na Oddziale Energetycznym Wydziału Mechaniczno-Elektrotechnicznego Politechniki Wrocławskiej i w 1950 uzyskał dyplom. Po studiach pracował na Politechnice Wrocławskiej i od powstania Wydziału Mechaniczno-Energetycznego w 1954 r. był z nim związany, pełniąc m.in. funkcję kierownika Zakładu Miernictwa i Eksploatacji Maszyn Energetycznych, dyrektora Instytutu Techniki Cieplnej i Mechaniki Płynów, a także prodziekana i dziekana wydziału. W 1961 uzyskał stopień doktora, a pięć lat później stopień doktora habilitowanego. Tytuł profesora nadzwyczajnego otrzymał w 1979, a w 1991 został mianowany profesorem zwyczajnym. 
Specjalizował się w zakresie metrologii energetycznej, miernictwa i badań maszyn i urządzeń energetycznych oraz technologii energetycznych. Autor lub współautor około 100 prac naukowych i promotor kilkunastu prac doktorskich. Członek Wrocławskiego Towarzystwa Naukowego, Komisji Budownictwa i Mechaniki Wrocławskiego Oddziału PAN, Komitetu Metrologii i Aparatury Naukowej PAN.
Otrzymał Nagrodę Prezesa Rady Ministrów za działalność naukowo-techniczną, Złoty Krzyż Zasługi, Medal Komisji Edukacji Narodowej, Krzyż Kawalerski Orderu Odrodzenia Polski.
Zmarł 26 listopada 2011 r.